# مایکی مدیسون
میکایلا «مایکی» مدیسون روزبرگ (انگلیسی: Mikaela Madison Rosberg؛ زاده ۲۵ مارس ۱۹۹۹) بازیگر آمریکایی است. او کارش را با بازی در فیلم‌های کوتاه آغاز کرد و با بازی در نقش نوجوانی عبوس در مجموعهٔ کمدی چیزهای بهتر (۲۰۱۶–۲۰۲۲) از شبکهٔ اف‌اکس مورد توجه قرار گرفت. مدیسون نقش سوزان اتکینز (عضو خانواده منسون) را در کمدی-درام روزی روزگاری در هالیوود (۲۰۱۹) ساختهٔ کوئنتین تارانتینو بازی کرد و در فیلم ترسناک جیغ (۲۰۲۲) حضور داشت.
مدیسون برای نقش برجسته‌اش به‌عنوان کارگر جنسی در فیلم کمدی-درام رمانتیک آنورا (۲۰۲۴) ساختهٔ شان بیکر مورد تحسین قرار گرفت و افتخارات متعددی از جمله جوایز بفتا و اسکار بهترین بازیگر زن را به دست آورد. او نخستین عضو نسل زد است که برنده اسکار بازیگری شد.

## اوایل زندگی
میکایلا مدیسون روزبرگ در ۲۵ مارس ۱۹۹۹ در لس‌آنجلس به دنیا آمد. هر دو والدین او روان‌شناس هستند. او دو برادر، که یکی از آن‌ها دوقلوی اوست، و دو خواهر دارد. مدیسون در سال‌های اولیه زندگی‌اش در سانتا کلاریتا، یکی از حومه‌های لس‌آنجلس، زندگی می‌کرد و سپس خانواده‌اش به محله وودلند هیلز، لس‌آنجلس نقل مکان کردند. او در ابتدا به‌عنوان یک سوارکار رقابتی آموزش دید، اما در ۱۴ سالگی به بازیگری روی آورد. پس از کلاس هفتم، تحصیلاتش را به‌صورت آموزش خانگی ادامه داد. پسرعموی مادربزرگش، کلارنس هیلی لانگ جونیور، یک گاوچران اهل تگزاس بود که در شماره اوت ۱۹۴۹ مجله لایف روی جلد ظاهر شد و الهام‌بخش اصلی شخصیت مارلبورو من بود. مدیسون یهودی است.

## حرفه
میکائلا مدیسون بازیگری را در سال ۲۰۱۳ با حضور در فیلم‌های کوتاه بازنشستگی و جعبه پانی آغاز کرد. در سال ۲۰۱۴، پس از بازی در فیلم کوتاه محکوم به بزرگی، اولین فیلم بلند خود به نام لیزا، لیزا، آسمان‌ها خاکستری‌اند را فیلم‌برداری کرد که تا سال ۲۰۱۷ اکران نشد.
در سال ۲۰۱۶، مدیسون نقش اصلی مکس فاکس، یک نوجوان عبوس، را در سریال کمدی-درام چیزهای بهتر، ساخته لوئی سی. کی. و پاملا ادلون، بر عهده گرفت که تا سال ۲۰۲۲ ادامه داشت. بین سال‌های ۲۰۱۷ تا ۲۰۱۸، او به‌صورت مهمان در سریال کمدی سیاه شبکه براوو به نام فریبکاران حضور یافت. در سال ۲۰۱۸، در فیلم‌های درام هیولا و نوستالژیا بازی کرد.
مدیسون در سال ۲۰۱۹ برای بازی در نقش سوزان «سیدی» اتکینز، یکی از اعضای خانواده منسون، در فیلم درام تاریخی روزی روزگاری در هالیوود به کارگردانی کوئنتین تارانتینو مورد توجه قرار گرفت. این فیلم در جشنواره کن ۲۰۱۹ به نمایش درآمد و به موفقیت تجاری دست یافت. همچنین در همان سال، او صداپیشگی نقش کندی، مسئول کافه، را در فیلم انیمیشن کمدی سیاه خانواده آدامز بر عهده داشت.

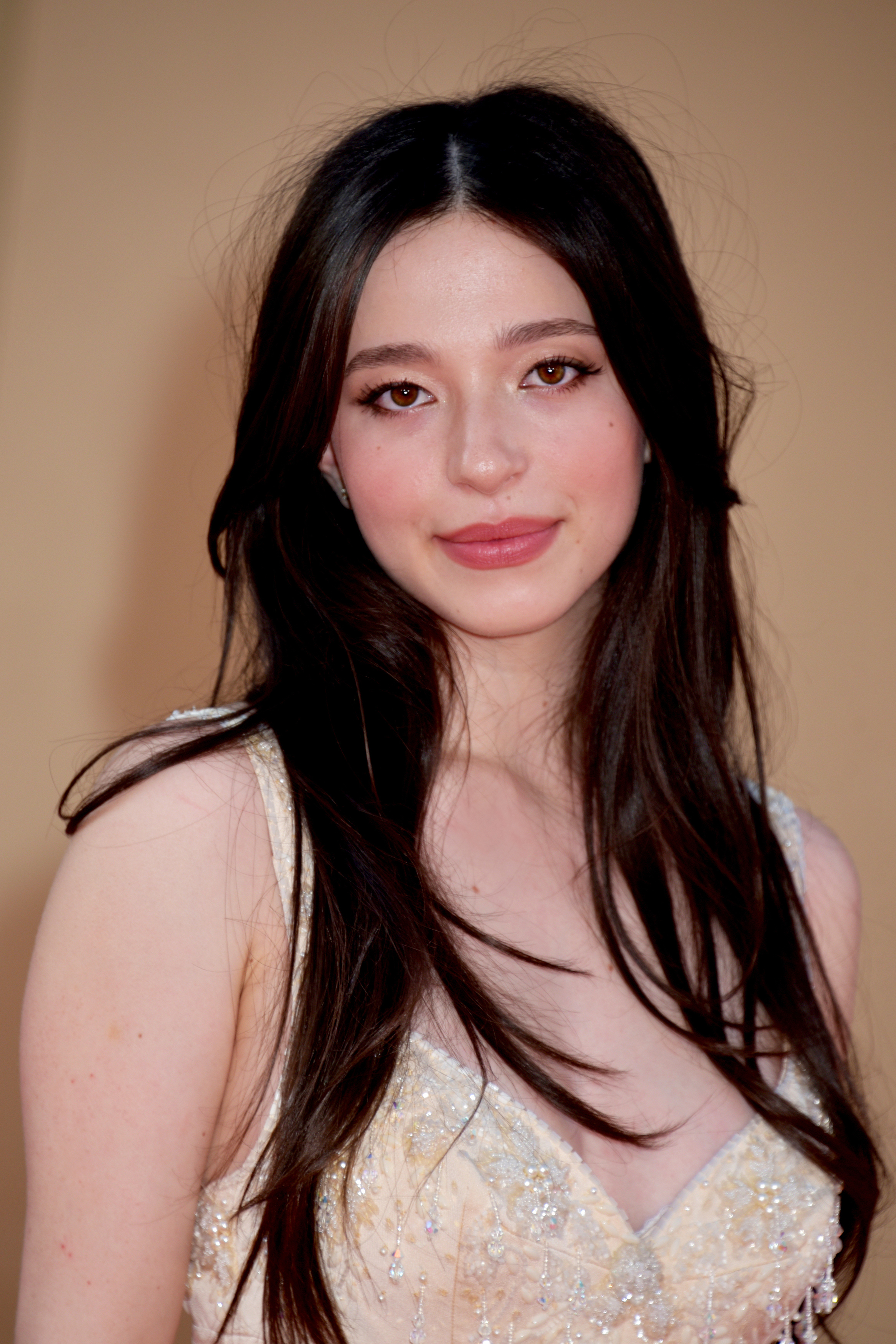
مدیسون در سال ۲۰۱۹

در سال ۲۰۲۰، مدیسون برای نقش امبر فریمن در فیلم جیغ، پنجمین فیلم از مجموعه سینمایی به همین نام، به کارگردانی مت بتینلی-اولپین و تایلر هیلتون انتخاب شد. این فیلم در سال ۲۰۲۲ اکران شد و با استقبال منتقدان و موفقیت تجاری روبه‌رو شد و به بیست‌وهشتمین فیلم پرفروش سال تبدیل شد. کتی رایف از دی ای.وی. کلاب، مدیسون را یکی از برجسته‌ترین بازیگران این فیلم توصیف کرد. در سال ۲۰۲۴، مدیسون در مینی‌سریال بانوی دریاچه نقش مکملی داشت.
شان بیکر او را برای فیلم کمدی-درام عاشقانه آنورا در نقش رقاص برهنه و کارگر جنسی انتخاب کرد. این شخصیت برای مدیسون پس از تماشای اجرایش در فیلم‌های جیغ و روزی روزگاری در هالیوود نوشته شد. برای این نقش، او زبان روسی را مطالعه کرد و بدلکاری‌های خودش (از جمله دو سکانس زد و خورد) را اجرا کرد. او همچنین رقص میله را آموخت و به‌طور موقت به برایتون بیچ، محله‌ای که لوکیشن فیلم بود، نقل مکان کرد تا برای نقش آماده شود. این فیلم در جشنواره فیلم کن ۲۰۲۴ به نمایش درآمد و مورد تحسین منتقدان قرار گرفت و برنده نخل طلا شد. فیلم به موفقیت انتقادی و تجاری دست یافت و بازی مدیسون مورد ستایش قرار گرفت. ریچارد لاوسون از ونتی فر لهجه بروکلینی مدیسون را ستود و بازی او را «بزرگ و زنده، جسور اما جذاب» توصیف کرد. این نقش برای مدیسون جایزه اسکار بهترین بازیگر زن (به‌عنوان اولین فرد از نسل زد که برنده اسکار بازیگری شد) و جایزه بفتای بهترین بازیگر زن را به ارمغان آورد و نامزدی جایزه گلدن گلوب و جایزه SAG در همین دسته را نیز کسب کرد.
در سال ۲۰۲۵، مدیسون به‌عنوان مجری مهمان در یک قسمت از برنامه کمدی زنده پخش زنده شنبه شب حضور یافت.

## زندگی شخصی
مدیسون در زادگاهش، لس‌آنجلس، زندگی می‌کند. او گیاه‌خوار است. او از شبکه‌های اجتماعی استفاده نمی‌کند و در مصاحبه‌ای در نوامبر ۲۰۲۴ اظهار داشت که این فضا برایش «اصیل یا طبیعی» به نظر نمی‌رسد و او چیزی «تأثیرگذار» برای افزودن به آن ندارد. او همچنین خود را فردی «بسیار حساس» توصیف کرد که معتقد است افراد نباید نظرات دیگران دربارهٔ خود را بخوانند و به همین دلیل برای سلامت روان خود از این بخش از اینترنت دوری می‌کند.
او یهودی است، هرچند در خانواده‌ای غیرمذهبی بزرگ شده است. با این حال، خود را فردی «بسیار معنوی» توصیف می‌کند.

## فیلم‌شناسی

### فیلم
| سال  | عنوان                          | نقش                 | توضیحات | منبع   |
| ---- | ------------------------------ | ------------------- | ------- | ------ |
| ۲۰۱۷ | لیزا، لیزا، آسمان‌ها خاکستری‌اند | لیزا                |         | [ ۴۹ ] |
| ۲۰۱۸ | نوستالژی                       | کاتلین              |         | [ ۵۰ ] |
| ۲۰۱۸ | هیولا                          | الکساندرا فلوید     |         | [ ۵۱ ] |
| ۲۰۱۹ | روزی روزگاری در هالیوود        | سوزان «سیدی» اتکینز |         | [ ۵۲ ] |
| ۲۰۱۹ | خانواده آدامز                  | کندیِ باریستا        | صداپیشه | [ ۵۳ ] |
| ۲۰۲۱ | سه نفر لازم است                | کت واکر             |         | [ ۵۴ ] |
| ۲۰۲۲ | جیغ                            | امبر فریمن          |         | [ ۵۲ ] |
| ۲۰۲۳ | همه روح‌ها                      | ریور                |         | [ ۵۵ ] |
| ۲۰۲۴ | آنورا                          | آنورا «آنی» می‌خی‌وا  |         | [ ۵۲ ] |

### تلویزیون
| سال       | عنوان            | نقش              | توضیحات                          | منبع   |
| --------- | ---------------- | ---------------- | -------------------------------- | ------ |
| ۲۰۱۶–۲۰۲۲ | چیزهای بهتر      | مکسین «مکس» فاکس | نقش اصلی                         | [ ۵۲ ] |
| ۲۰۱۷–۲۰۱۸ | جاعلان           | مدی جوان         | ۲ قسمت                           | [ ۵۶ ] |
| ۲۰۲۴      | بانوی دریاچه     | جودیت واینستین   | مینی‌سریال                        | [ ۲۸ ] |
| ۲۰۲۵      | پخش زنده شنبه شب | خودش (میزبان)    | قسمت: "مایکی مدیسون/مورگان والن" | [ ۴۳ ] |